# Hetaerina gallardi
Hetaerina gallardi är en trollsländeart som beskrevs av Machet 1989. Hetaerina gallardi ingår i släktet Hetaerina och familjen jungfrusländor. IUCN kategoriserar arten globalt som otillräckligt studerad. Inga underarter finns listade i Catalogue of Life.